# 十勝川
十勝川（とかちがわ）は、北海道中東部の十勝総合振興局管内を流れ太平洋に注ぐ一級河川。十勝川水系の本流である。

## 名称の由来
本川の河口付近から生じたとされる「トカㇷ゚チ」の名称から生じた名であるが、原義は忘れられている。

## 地理

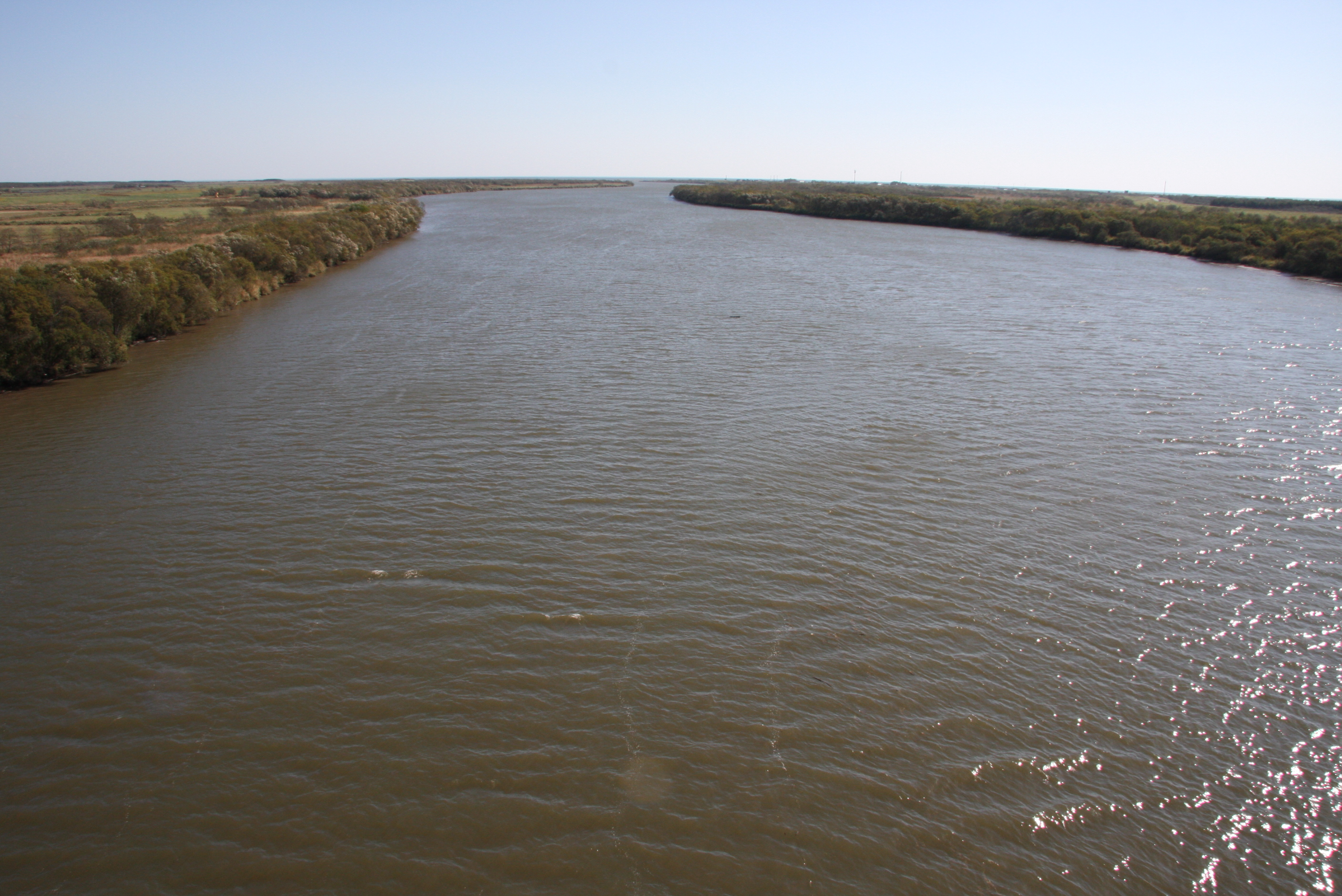
河口部の十勝川（豊頃町大津）十勝河口橋

北海道上川郡新得町の北西に位置する十勝岳近くに源を発し南東に流れる。多くの支流を集め、中川郡豊頃町で太平洋に注ぐ。
流域面積は十勝総合振興局管内の約9割にあたる9,010km2を占め、全国6位、北海道2位の広さを持つ。上流より十勝ダム、岩松ダム、屈足ダムの3つのダムがある。
十勝平野は石狩平野に比べると台地状の地形が多く、河川の周辺の低地は石狩川ほど広くはない。そのため周辺には石狩川に見られるような三日月湖がほとんどなく、治水・河川改修工事が盛んに行われるようになってからも石狩川のように極端に川の長さが短くなるような流路変更はない。
源流部は原生自然環境保全地域に指定されている。
十勝沖地震などの大規模地震が多いため、津波が発生した場合は長距離にわたって遡上することもある。
2023年（令和5年）9月に現河道である十勝川統内新水路が土木学会選奨土木遺産に認定された。

## 生物
昔は魚種も豊富で、サケの大群での遡上が見られたほか、2m以上のイトウが釣れたという記録がある。十勝川温泉より少し下流に千代田堰堤があり、現在でも川幅いっぱいに作られた大きな堰堤で秋にはサケの捕獲が行われ、地元の名物となっている。しかし近年の複数のダムの完成や水質の汚染などで魚の種類・量ともかなり減っている。
上流域はエゾシカが多く生息している。近年は畑の作物への食害に悩まされるなど増加の傾向にあるが、その生息数は気象の変動に左右され、1879年（明治12年）の大豪雪では餌が摂れずに餓死したエゾシカの死体が大量に川に流れ込み、春になると下流では悪臭がたちこめ川水が飲めなくなったという記録が残されている。
中流域の十勝川温泉付近に架かる十勝中央大橋周辺は、冬になるとハクチョウが飛来する。地元テレビの中継があるなど注目されている。

## 災害史
- 1962年（昭和36年）8月4日 - 台風第9号が北海道に上陸。十勝川が氾濫[4]。
- 2016年（平成28年）8月7日から8月30日 - 平成28年8月北海道豪雨。

## 流域の自治体
北海道
上川郡新得町、清水町、河西郡芽室町、帯広市、河東郡音更町、中川郡幕別町、池田町、豊頃町、十勝郡浦幌町

## 主要ダム
| 一次 支川名 （本川） | 二次 支川名  | 三次 支川名        | 四次 支川名 | ダム名       | 堤高 (m) | 総貯水 容量 (千m3) | 型式                     | 事業者       | 備考                       |
| -------------------- | ------------ | ------------------ | ----------- | ------------ | -------- | ------------------ | ------------------------ | ------------ | -------------------------- |
| 十勝川               | トムラウシ川 | －                 | －          | 富村ダム     | 37.0     | 2,900              | 重力式                   | 北海道電力   | 大雪山国立公園内           |
| 十勝川               | －           | －                 | －          | 上岩松取水堰 | 14.3     | 728                | 堰                       | 北海道電力   | 大雪山国立公園内           |
| 十勝川               | －           | －                 | －          | 十勝ダム     | 84.3     | 112,000            | ロックフィル             | 北海道開発局 | 大雪山国立公園内           |
| 十勝川               | －           | －                 | －          | 岩松ダム     | 37.2     | 9,026              | 重力式                   | 北海道電力   | －                         |
| 十勝川               | －           | －                 | －          | 屈足ダム     | 27.5     | 3,130              | ロックフィル             | 電源開発     | －                         |
| 十勝川               | 佐幌川       | －                 | －          | 佐幌ダム     | 46.6     | 10,400             | 重力式                   | 北海道       | －                         |
| 十勝川               | 音更川       | 幌加川             | －          | 幌加ダム     | 32.0     | 493                | ロックフィル             | 電源開発     | 大雪山国立公園内           |
| 十勝川               | 音更川       | －                 | －          | 糠平ダム     | 76.0     | 193,900            | 重力式                   | 電源開発     | 大雪山国立公園内           |
| 十勝川               | 音更川       | －                 | －          | 元小屋ダム   | 32.0     | 2,610              | 重力式                   | 電源開発     | 大雪山国立公園内           |
| 十勝川               | 利別川       | 美里別川           | ヌカナン川  | 糠南ダム     | 18.6     | 665                | 重力式・ロックフィル複合 | 電源開発     | －                         |
| 十勝川               | 利別川       | 美里別川           | －          | 活込ダム     | 34.0     | 17,410             | 重力式                   | 電源開発     | －                         |
| 十勝川               | 利別川       | －                 | －          | 仙美里ダム   | 11.7     | 17,410             | 重力式                   | 電源開発     | －                         |
| 十勝川               | 美生川       | －                 | －          | 美生ダム     | 47.2     | 9,400              | 重力式・ロックフィル複合 | 北海道開発局 | －                         |
| 十勝川               | 札内川       | －                 | －          | 札内川ダム   | 114.0    | 54,000             | 重力式                   | 北海道開発局 | 日高山脈襟裳十勝国立公園内 |
| 十勝川               | 札内川       | ヌプカクシュナイ川 | －          | 西札内ダム   | 21.0     | 946                | 重力式                   | 北海道       | －                         |
| 十勝川               | 猿別川       | 旧途別川           | 稲士別川    | 幕別ダム     | 26.9     | 2,300              | アース                   | 北海道開発局 | －                         |

## 支流
括弧内は流域の自治体
- トノカリウシュベツ川（新得町）
  - オブタテシケ川（新得町）
    - タテヤ川（新得町）
- トムラウシ川（新得町）
  - 東沢川（新得町）
  - ヌプントムラウシ川（新得町）
  - カムイサンケナイ川（新得町）
  - ユウトムラウシ川（新得町）
  - ポントムラウシ川（新得町）
- ニペソツ川（新得町）
- ピシカチナイ川（新得町）
- オソウシ川（新得町）
- ペンケナイ川（新得町）
- ペンケニコロ川（新得町）
- パンケニコロ川（新得町）
- 清水ビバウシ川（新得町、清水町）
- 佐幌川（新得町、清水町）
  - パンケ新得川（新得町）
    - 九号川（新得町）

  - ペンケオタソイ川（新得町）
    - 広内川（新得町）

  - パンケオタソイ川（新得町）
  - イワシマクシュベツ川（清水町）
  - 金平川（清水町）
  - ペケレベツ川（清水町）
    - ナイ川（清水町）

  - 小林川（清水町）
- ホネオップ川（清水町）
  - 羽田桐川（清水町）
- 御影川（清水町、芽室町）
- 芽室川（清水町、芽室町）
  - 久山川（清水町、芽室町）
    - イソイ川（清水町、芽室町）

  - 渋山川（芽室町）
    - パンケホロナイ川（芽室町）
- ピウカ川（芽室町）
  - 吉井川（芽室町）
- 美馬牛川（芽室町）
- 美生川（芽室町）
  - ピパイロ川（芽室町）
  - ニタナイ川（芽室町）
    - トヤマ川（芽室町）
- 美蔓川（芽室町）
- 新帯広川（帯広市）
- 然別川（鹿追町、音更町、芽室町、帯広市）
  - シイシカリベツ川（鹿追町）
  - オソウシュ川（鹿追町）
  - 上幌内川（鹿追町）
  - パンケビバウシ川（鹿追町、音更町）
  - 瓜幕川（鹿追町、音更町）
  - ペンケチン川（鹿追町、音更町）
    - ポンチン川（鹿追町、音更町）

  - パンケチン川（士幌町、音更町）
    - ポンパンケチン川（士幌町、音更町）

  - 万年川（音更町）
  - 矢部川（音更町）
  - 鎮錬川（清水町、鹿追町、芽室町、音更町）
    - ハギノ川（鹿追町、音更町）

  - シブサラビバウシ川（清水町、芽室町、帯広市、音更町）
- 伏古川（帯広市）
- フレメーム川（音更町）
- 下音更川（音更町）
- 伏古別川（帯広市）
- 音更川（上士幌町、士幌町、音更町）
  - 幽雲川（上士幌町）
  - 滝の沢川（上士幌町）
  - 幌加川（上士幌町）
  - タウシュベツ川（上士幌町）
  - 糠平川（上士幌町）
  - ナイタイ川（上士幌町）
  - ウオップ川（士幌町）
  - オビチャ川（士幌町）
  - エンド川（士幌町、音更町）
  - 第二鈴蘭川（音更町）
  - 鈴蘭川（音更町）
- 札内川（中札内村、帯広市、幕別町、音更町）
  - ヌウナイ川（中札内村）
  - 恵津美川（中札内村）
  - 戸蔦別川（帯広市、中札内村）
    - ピリカヘタヌ沢川（帯広市）
    - オピリネップ川（帯広市）
    - 岩内川（帯広市）
      - 北岩内二の沢川（帯広市）
        - ウエダ川（帯広市）

      - 南岩内沢川（帯広市）

  - オケネ川（帯広市）
  - 売買川分水路（帯広市）
  - ヌップク川（帯広市）
  - 売買川（帯広市）
    - 第二売買川（帯広市）
    - 機関庫の川（帯広市）

  - 帯広川（芽室町、帯広市）
    - 雄馬別川（芽室町）
    - イマナイ川（芽室町）
    - 柏林台川（帯広市）
      - 第二柏林台川（帯広市）

    - ウツベツ川（帯広市）
    - 旧帯広川（帯広市）
- 士幌川（上士幌町、士幌町、音更町）
  - 北開川（上士幌町、士幌町）
  - サックシュオルベツ川（上士幌町、士幌町、音更町）
    - 共成川（上士幌町、士幌町、音更町）

  - 伊惣保川（士幌町、音更町）
  - チライオツナイ川（音更町）
  - 長流枝内川（音更町）
    - アネップ川（音更町）
- メン川（幕別町）
- 途別川（帯広市、幕別町）
  - 古舞川（幕別町）
  - 千住川（幕別町）
- 猿別川（更別村、幕別町）
  - イタラタラキ川（更別村）
  - サッチャルベツ川（更別村）
  - サラベツ川（更別村、中札内村、幕別町）
  - 牧場川（幕別町）
  - 糠内川（幕別町）
  - 恩根内川（幕別町）
  - 茂発谷川（幕別町）
  - 旧途別川（幕別町）
    - 稲士別川（幕別町）
      - 須田川（幕別町）
- 新オシタップ川（池田町）
- 利別川（陸別町、足寄町、池田町、豊頃町）
  - 陸別熊の沢川（陸別町）
  - 勲爾別川（陸別町）
  - 陸別川（陸別町）
    - 清水川（陸別町）
      - 宇遠別川（陸別町）

  - 斗満川（陸別町）
    - ポントマム川（陸別町）

  - ペンケクンベツ川（陸別町）
  - 大誉地川（足寄町）
  - ペンケトブシ川（足寄町）
  - 塩幌川（足寄町）
  - 上ワシップ川（足寄町）
  - 下ワシップ川（足寄町）
  - 佐野川（足寄町）
  - 足寄川（足寄町）
    - 茂足寄川（足寄町）
    - 螺湾川（足寄町）
      - 茂螺湾川（足寄町）

    - 稲牛川（足寄町）

  - ペンケ仙美里川（足寄町、本別町）
  - パンケ仙美里川（本別町）
  - 美里別川（足寄町、本別町）
    - ホロカビリベツ川（足寄町）
      - 下ホロカビリベツ川（足寄町）

    - ヌカナン川（足寄町）
      - ヌカナン一号沢川（足寄町）

    - キトウシ川（足寄町）
      - オンネナイ川（足寄町）

    - 芽登川（足寄町、上士幌町）
      - イクシナ川（足寄町）
        - 旭ヶ丘川（足寄町）

  - 本別川（本別町）
    - モップ川（本別町）

  - 蘭辺川（本別町）
  - ホロナイ川（本別町）
  - 美蘭別川（本別町）
  - 押帯川（本別町）
  - 居辺川（上士幌町、士幌町、池田町）
    - ワッカクンネップ川（士幌町）

  - 親牛別川（池田町）
  - 三線川（池田町）
    - 跡見川（池田町）

  - ペンケ川（池田町）
  - パンケ川（池田町）
  - 高島十五線川（池田町）
  - 十日川（池田町）
    - 小村川（池田町）

  - 北九線川（池田町）
  - 四線川（池田町）
    - 七線川（池田町）

  - オシタップ川（池田町）
  - 清見二線川（池田町）
  - 十弗川（池田町）
    - アネベツ川（池田町）
- 上統内川（池田町、豊頃町）
  - 新川（池田町）
    - 明新川（池田町）
- 打内川（豊頃町）
- 礼作別川（豊頃町）
- 育素多川（豊頃町）
- 牛首別川（豊頃町）
  - 小川（豊頃町）
  - 山蔭川（豊頃町）
  - 久保川（豊頃町）
    - 造林沢川（豊頃町）

  - 農野牛川（豊頃町）
    - 上農野牛川（豊頃町）
- 礼文内川（豊頃町）
  - 旧利別川（池田町、豊頃町）
    - コタノロ川（豊頃町）
- 下牛首別川（豊頃町）
- 背負川（豊頃町）
  - 背負分線川（豊頃町）
- 安骨川（豊頃町）
- 上旅来川（豊頃町）
- カンカン川（豊頃町）
- カンカンビラ川（豊頃町）
- 浦幌十勝川（分流）（浦幌町） 
  - 下頃辺川（浦幌町）
    - 浦幌十勝導水路（浦幌町）

  - 浦幌川（浦幌町）
    - 川流布川（浦幌町）
      - 浦幌オンネナイ川（浦幌町）

    - 仁生川（浦幌町）
    - 瀬多来川（浦幌町）
    - 常室川（浦幌町）
    - オベトン川（浦幌町）
    - 旧オベトン川（浦幌町）
    - 十勝静内川（浦幌町）

## 主な橋梁
- 奥十勝橋
- 支十勝橋
- 新トムラウシ大橋
- 近別大橋
- 白雲橋 - 北海道道718号忠別清水線
- 東大雪橋 - 北海道道718号忠別清水線
- 新清橋 - 北海道道75号帯広新得線
- 共栄橋
- 上川橋 - 国道274号
- 清水大橋
- 十勝川橋 - 道東自動車道
- 十勝橋 - 北海道道734号熊牛御影線
- 祥栄橋 - 北海道道54号東瓜幕芽室線
- 芽室大橋
- 士狩大橋 - 帯広広尾自動車道
- 中島橋 - 北海道道214号川西芽室音更線
- 平原大橋 - 国道241号（帯広北バイパス）
- すずらん大橋 - 北海道道75号帯広新得線
- 十勝大橋 - 国道241号
- 十勝中央大橋
- 千代田大橋 - 国道242号
- 豊頃大橋 - 国道38号
- 茂岩橋 - 北海道道320号旅来豊頃停車場線
- 十勝河口橋 - 国道336号